# کپلر ۱۶۲۵
کپلر ۱۶۲۵ (به انگلیسی: Kepler-1625) ستاره‌ای خورشیدسان با قدر ظاهری ۱۴ است که در صورت فلکی ماکیان (سیگنوس) قرار دارد.
این ستاره در حدود ۷۰۰۰ تا ۸۰۰۰ سال نوری از منظومهٔ شمسی دور است. شعاع آن ۸۰٪ شعاع خورشید و جرم آن نزدیک به ۸٪ بیشتر از جرم خورشید است.
در سال ۲۰۱۶ وجود یک سیاره فراخورشیدی در پیرامونکپلر ۱۶۲۵ کشف گردید که کپلر ۱۶۲۵ بی (Kepler-1625b) نامیده شد و یک غول گازی است که در داخل کمربند حیات این سامانه ستاره‌ای، در حال چرخش است. در سال ۲۰۱۸ گزارش شده که برابر نشان‌های رسیده این غول‌سیارهٔ فراخورشیدی ممکن است یک ماه فراخورشیدی در اطراف خود داشته باشد. این امکان در تاریخ ۲۹ اکتبر در طول گذر بعدی سیاره تأیید خواهد شد.

## ویژگی‌های ستاره‌ای
کپلر ۱۶۲۵ ستاره‌ای با جرم تقریبی خورشید است و در همین حال ۱٫۷ برابر آن قطر دارد.دمای مؤثر آن در حدود ۵۵۵۰ کلوین است که کمی کمتر از دمای خورشید است. [۳] این پارامترها نشان می‌دهد که کپلر ۱۶۲۵ ممکن است یک زیرغول زرد باشد که به پایان عمر خود نزدیک می‌شود؛ با سن تقریباً ۸٫۷ میلیارد سال.مشاهده شده که این ستاره از نظر فتومتریک ساکت است و با تغییرات تناوبی زیر ۰٫۰۲٪ . [۱۰] کپلر-۱۶۲۵ تقریباً در فاصلهٔ ۷۲۰۰ سال نوری [۱] در صورت فلکی ماکیان قرار دارد.